# Vadsbro församling
Vadsbro församling var en församling i Strängnäs stift och i Flens kommun i Södermanlands län.
Församlingen uppgick 2010 i Bettna församling.

## Administrativ historik
Församlingen har medeltida ursprung och var till 1 maj 1920 annexförsamling i pastoratet Blacksta och Vadsbro för att därefter till 1962 vara moderförsamling i pastoratet Vadsbro och Blacksta. Från 1962 var den annexförsamling i pastoratet Årdala, Forssa, Vadsbro och Blacksta och från 1977 till 2010 annexförsamling i pastoratet Bettna, Årdala, Forssa, Vadsbro och Blacksta. Församlingen uppgick 2010 i Bettna församling.

## Kyrkor
- Vadsbro kyrka